# Ben Hill megye
Ben Hill megye az Amerikai Egyesült Államokban, azon belül Georgia államban található. Megyeszékhelye és legnagyobb városa Fitzgerald. Lakosainak száma 17 194 fő (2020. április 1.). Ben Hill megye Wilcox, Irwin, Turner, Telfair és Coffee megyékkel határos.

## Népesség
A megye népességének változása:
| Lakosok száma | 17 638 | 17 602 | 17 545 | 17 515 | 17 403 | 17 194 |
|               | 2010   | 2011   | 2012   | 2013   | 2015   | 2020   |